# Lód Ic

Diagram fazowy wody w szerokim zakresie ciśnień

Lód Ic – regularna, metastabilna odmiana lodu. Występuje naturalnie w atmosferze ziemskiej, na dużej wysokości nad powierzchnią Ziemi.

## Charakterystyka
Sieć krystaliczna takiego lodu ma strukturę β-krystobalitu. Lód ten powstaje w wyniku ochładzania pary wodnej w niskiej temperaturze (poniżej -80 °C przy normalnym ciśnieniu lub poniżej -38 °C w małych kropelkach), bądź przez obniżenie ciśnienia w wysokociśnieniowej odmianie lodu w 77 K. Gęstość takiego lodu jest niemal równa gęstości „zwykłego” heksagonalnego lodu.

## Występowanie
Na Ziemi naturalnie lód Ic występuje w atmosferze, w niskich temperaturach odpowiadających polarnym chmurom stratosferycznym oraz chmurom w tropopauzie w obszarze międzyzwrotnikowym. Eksperymenty laboratoryjne wskazują, że przy zamarzaniu kropelek wody o średnicach rzędu mikrometrów, w temperaturze poniżej 190 K, najczęściej powstaje właśnie ta odmiana lodu. Większa prężność pary wodnej nad powierzchnią kryształków lodu Ic może powodować zmiany w mikrofizyce chmur i zmieniać rozkład wielkości ziaren lodowych.
W lodzie naturalnie występującym w atmosferze mogą występować naprzemiennie warstwy lodu heksagonalnego i regularnego. Tę formę oznacza się Isd (od ang. stacking disordered). Tworzy ona kryształy trygonalne. Obecność takich kryształów lodu w atmosferze jest wiązana z rzadkim zjawiskiem typu halo, jakim są łuki Parry’ego.